# Gerard Bryant
Pour les articles homonymes, voir Bryant.
Gerard Bryant est un scénariste et réalisateur britannique né le 29 août 1909 décédé le 13 janvier 2003 à Londres (Royaume-Uni).

## Filmographie

### comme scénariste
- 1940 : Hullo Fame
- 1949 : It's Not Cricket
- 1949 : The Huggetts Abroad
- 1952 : No Haunt for a Gentleman
- 1956 : The Secret of the Forest
- 1960 : Rockets in the Dunes
- 1967 : Ouch!
- 1972 : Anoop and the Elephant

### comme réalisateur
- 1957 : The Tommy Steele Story
- 1960 : The Dover Road Mystery
- 1961 : Spike Milligan Meets Joe Brown
- 1967 : Ouch!